# .bj
.bj — в Інтернеті, національний домен верхнього рівня (ccTLD) для Беніну. Був ведений в 1996 році.
У цьому національному домені нараховується близько 3 400 000 вебсторінок (станом на червень 2019 року).